# ラグビールーマニア代表
ラグビールーマニア代表は、ルーマニアラグビー協会によるラグビーユニオンのナショナルチームである。愛称は「オークス」である。

## 概要
東ヨーロッパ圏において最強を誇り、上から2番目のTier2に所属する。ワールドラグビーネイションズカップでは3回優勝している。
シックス・ネイションズに加盟していないヨーロッパのナショナルチームでは唯一、W杯1987年大会から2015年大会まで全て出場していたが、プール戦突破は果たしていない。
2019年大会欧州予選では1位になったが予選終了後に代表資格を持たない選手がメンバーに含まれていた規定違反が発覚し、大幅に勝ち点を減点されW杯出場権を失った。
ワールドカップ2023のヨーロッパ地区予選において、一度は出場が決まったスペインの資格剥奪が判明。2022年4月28日、スペインに代わって繰り上げで、プールBへの出場が決まった。

## ワールドカップの成績
- 1987年 - プール戦敗退
- 1991年 - プール戦敗退
- 1995年 - プール戦敗退
- 1999年 - プール戦敗退
- 2003年 - プール戦敗退
- 2007年 - プール戦敗退
- 2011年 - プール戦敗退
- 2015年 - プール戦敗退
- 2019年 - 予選敗退
- 2023年 - プール戦敗退
- 2027年 - 本大会出場

## 選手

### 現在の代表
オークススコッド
- ヘッドコーチ :  デイヴィッド・ゲラード（英語版）

| 選手                       | ポジション     | 誕生日 (年齢)          | キャップ | チーム                            |
| -------------------------- | -------------- | ---------------------- | -------- | --------------------------------- |
| ステファン・ブルイアナ     | フッカー       | 2003年3月3日（22歳）   | 9        | USONヌヴェール                    |
| チューダー・ブリトナウ     | フッカー       | 1995年3月12日（30歳）  | 19       | SCMラグビー・ティミショアラ       |
| ルーカス・ミトゥ           | フッカー       | 2004年3月26日（21歳）  | 0        | カストル・オランピック            |
| バシル・バラン             | プロップ       | 1992年2月7日（33歳）   | 26       | CSAステアウア・ブクレシュティ     |
| トーマス・クレトゥ         | プロップ       | 2002年3月5日（23歳）   | 8        | SCアルビ                          |
| シプリアン・シリアック     | プロップ       | 1993年3月21日（32歳）  | 7        | SCMラグビー・ティミショアラ       |
| ゲオルゲ・ガジオン         | プロップ       | 1992年11月13日（32歳） | 16       | モン＝ド＝マルサン                |
| ルリアン・ハルティグ       | プロップ       | 1998年10月11日（26歳） | 25       | CSディナモ・ブクレシュティ        |
| アレクサンドル・サヴィン   | プロップ       | 1995年2月12日（30歳）  | 42       | CSラピッド・ブクレシュティ        |
| ヤニス・ホルヴァット       | ロック         | 2003年5月8日（22歳）   | 5        | SCアルビ                          |
| アドリアン・モトック       | ロック         | 1996年7月11日（29歳）  | 33       | ビアリッツ・オランピック          |
| アンドレイ・マフ           | ロック         | 1991年9月3日（33歳）   | 13       | RCマシー                          |
| クリスティ・ボボック       | バックロー     | 1995年10月9日（29歳）  | 19       | CSAステアウア・ブクレシュティ     |
| ニコラウス・イメルマン     | バックロー     | 1993年6月18日（32歳）  | 8        | CSMシュティインツァ・バヤ・マーレ |
| ヴラド・ネクラウ           | バックロー     | 1998年1月7日（27歳）   | 24       | SCMラグビー・ティミショアラ       |
| フロリアン・ロス           | バックロー     | 1993年4月20日（32歳）  | 21       | CSMシュティインツァ・バヤ・マーレ |
| ダミアン・ストラティラ     | バックロー     | 1996年7月28日（29歳）  | 13       | CSAステアウア・ブクレシュティ     |
| マシュー・トウィドゥル     | バックロー     | 1992年6月1日（33歳）   | 1        | CSAステアウア・ブクレシュティ     |
| ヴァラディット・ボカネット | スクラムハーフ | 1999年4月28日（26歳）  | 1        | CSMシュティインツァ・バヤ・マーレ |
| アリン・コナケ             | スクラムハーフ | 2002年5月7日（23歳）   | 24       | CSAステアウア・ブクレシュティ     |
| トマ・ミルザック           | スクラムハーフ |                        | 0        | CSMシュティインツァ・バヤ・マーレ |
| チューダー・ボルドー       | フライハーフ   | 1997年11月29日（27歳） | 18       | SCMラグビー・ティミショアラ       |
| ステファン・コジョカリウ   | フライハーフ   | 2004年1月4日（21歳）   | 0        | CSラピッド・ブクレシュティ        |
| アレクサンドル・ブクル     | センター       | 1994年4月24日（31歳）  | 19       | SCMラグビー・ティミショアラ       |
| フォノヴァイ・タンジマナ   | センター       | 1989年10月25日（35歳） | 33       | CSディナモ・ブクレシュティ        |
| アントニオ・ミトレア       | センター       | 2006年1月27日（19歳）  | 0        | オーリヤック                      |
| セバスティアン・トファン   | センター       | 2006年1月2日（19歳）   | 0        | USAペルピニャン                   |
| トニ・マファテイ           | ウイング       |                        | 0        | CSUエルビ                         |
| タリアウリ・シクエア       | ウイング       | 1995年7月14日（30歳）  | 6        | CSMシュティインツァ・バヤ・マーレ |
| ロメロ・コルラドステトゥオ | ウイング       | 2001年3月23日（24歳）  | 2        | CSAステアウア・ブクレシュティ     |
| アレクサンドル・ハラシム   | フルバック     | 1999年4月28日（26歳）  | 1        | CSMシュティインツァ・バヤ・マーレ |
| オヴィディウ・ネアグ       | フルバック     | 2001年3月6日（24歳）   | 6        | SCMラグビー・ティミショアラ       |

※所属、 キャップ数(Cap)は2025年7月2日現在

## 歴代代表選手
- マリウス・ティンク
- オヴィデュ・トニツァ
- バレンティン・カラフェテアヌ
- オタル・トゥラシビリ
- ヨハネス・ファンヒアデン
- シオネ・ファカオシーレア
- フロリン・ブライク
- カタリン・フェルク

## ワールドラグビー男子ランキング
ワールドラグビーが発表するデータにもとづく。
| ワールドラグビー男子ランキング 上位30チーム（2025年7月21日時点） | ワールドラグビー男子ランキング 上位30チーム（2025年7月21日時点） | ワールドラグビー男子ランキング 上位30チーム（2025年7月21日時点） | ワールドラグビー男子ランキング 上位30チーム（2025年7月21日時点） |
| 順位                                                             | 変動*                                                            | チーム                                                           | ポイント                                                         |
| ---------------------------------------------------------------- | ---------------------------------------------------------------- | ---------------------------------------------------------------- | ---------------------------------------------------------------- |
| 1                                                                | 増減なし                                                         | 南アフリカ共和国                                                 | 092.78                                                           |
| 2                                                                | 増減なし                                                         | ニュージーランド                                                 | 092.06                                                           |
| 3                                                                | 増減なし                                                         | アイルランド                                                     | 089.83                                                           |
| 4                                                                | 増減なし                                                         | フランス                                                         | 087.82                                                           |
| 5                                                                | 増減なし                                                         | イングランド                                                     | 087.64                                                           |
| 6                                                                | 増減なし                                                         | オーストラリア                                                   | 082.08                                                           |
| 7                                                                | 増減なし                                                         | アルゼンチン                                                     | 082.05                                                           |
| 8                                                                | 増減なし                                                         | スコットランド                                                   | 081.57                                                           |
| 9                                                                | 増減なし                                                         | フィジー                                                         | 080.50                                                           |
| 10                                                               | 増減なし                                                         | イタリア                                                         | 077.77                                                           |
| 11                                                               | 増減なし                                                         | ジョージア                                                       | 074.69                                                           |
| 12                                                               | 増減なし                                                         | ウェールズ                                                       | 074.05                                                           |
| 13                                                               | 増減なし                                                         | サモア                                                           | 072.48                                                           |
| 14                                                               | 増減なし                                                         | 日本                                                             | 072.29                                                           |
| 15                                                               | 増減なし                                                         | スペイン                                                         | 069.12                                                           |
| 16                                                               | 増減なし                                                         | アメリカ合衆国                                                   | 068.45                                                           |
| 17                                                               | 増減なし                                                         | ウルグアイ                                                       | 067.52                                                           |
| 18                                                               | 増減なし                                                         | ポルトガル                                                       | 066.44                                                           |
| 19                                                               | 増減なし                                                         | トンガ                                                           | 065.46                                                           |
| 20                                                               | 増減なし                                                         | チリ                                                             | 063.83                                                           |
| 21                                                               | 増減なし                                                         | ルーマニア                                                       | 062.67                                                           |
| 22                                                               | 増減なし                                                         | ベルギー                                                         | 061.20                                                           |
| 23                                                               | 増減なし                                                         | 香港                                                             | 059.98                                                           |
| 24                                                               | 2                                                                | ジンバブエ                                                       | 058.80                                                           |
| 25                                                               | 1                                                                | カナダ                                                           | 057.75                                                           |
| 26                                                               | 1                                                                | オランダ                                                         | 057.01                                                           |
| 27                                                               | 2                                                                | ナミビア                                                         | 056.86                                                           |
| 28                                                               | 増減なし                                                         | ブラジル                                                         | 055.90                                                           |
| 29                                                               | 増減なし                                                         | スイス                                                           | 055.26                                                           |
| 30                                                               | 増減なし                                                         | ポーランド                                                       | 054.06                                                           |
| *前週からの変動                                                  |                                                                  |                                                                  |                                                                  |
| ルーマニアのランキングの推移                                     |                                                                  |                                                                  |                                                                  |
| 生のグラフデータを参照/編集してください.                         |                                                                  |                                                                  |                                                                  |
| 出典: ワールドラグビー 推移グラフの最終更新: 2025年7月21日       |                                                                  |                                                                  |                                                                  |
|                                                                  | 現在、技術上の問題で一時的にグラフが表示されなくなっています。   |                                                                  |                                                                  |